# Carmen Bayod
María del Carmen Bayod Guinalio (Zuera, Zaragoza, 15 de julio de 1949) es una política y profesora universitaria española, fue alcaldesa de Albacete desde 2011 a 2015, miembro del Partido Popular.En un principio iba a ser la candidata y optar a la reelección en las elecciones municipales de 2015 pero  por motivos de salud se retiró 2 meses antes de las elecciones.

## Biografía
Carmen Bayod nació en Zuera, en la provincia de Zaragoza, el 15 de julio de 1949. Debido al trabajo de su padre, su niñez la pasó de ciudad en ciudad por toda España. A principios de la década de 1980 decidió echar sus raíces en Albacete. Por todo ello, se define como «aragonesa de nacimiento, albaceteña de adopción y de corazón, y española por los cuatro costados». Circunstancias a las que ella, dijo, no renunciaba. 
Licenciada en Derecho y doctora por la Universidad de Castilla-La Mancha, ejerció como profesora en las facultades de Derecho y Economía de la UCLM en Albacete hasta 1996, y desde ese año fue profesora de las facultades de Derecho y Políticas de la Universidad Nacional de Educación a Distancia en Albacete. Está casada y tiene un hijo.

### Carrera política
Comenzó su actividad política como presidenta de la Comisión de Educación y miembro de las Comisiones Jurídica y de la Mujer en el Partido Popular de Albacete (1997-2003), bajo el mandato del alcalde popular Juan Garrido. Tras las elecciones municipales de 1999, en las que fue tercera en las listas del PP, que fue derrotado por el PSOE de Manuel Pérez Castell, fue concejal-portavoz del PP en el Ayuntamiento de Albacete. 
En las elecciones autonómicas de 2003, fue segunda en la lista del PP a las Cortes de Castilla-La Mancha por la provincia de Albacete, que encabezaba Adolfo Suárez Illana. Como diputada regional, fue vicepresidenta de la Comisión de Asuntos Generales, vicepresidenta de la Comisión de Vivienda y Urbanismo, vocal de la Comisión de Educación, vocal de la Comisión de Obras Públicas, vocal de la Comisión de Educación y Ciencia, vocal de la Comisión no Permanente de estudio sobre Castilla-La Mancha en el Espacio Europeo de Educación Superior y vocal de la Comisión no Permanente del Agua para estudiar todos los aspectos relacionados con la política hidráulica de interés para Castilla-La Mancha.
Desde 2005 fue miembro del Comité Ejecutivo Provincial del Partido Popular de Albacete y del Comité Ejecutivo Regional del PP de Castilla-La Mancha. Además de a la docencia y a la política, Carmen ha dedicado y dedica tiempo al deporte. Es monitora de baloncesto. Fue delegada de Deportes y monitora del Colegio Nuestra Señora del Rosario (Dominicas) de Albacete (1983-1988) y recibió el premio a la mejor Escuela de Baloncesto de Castilla-La Mancha en 1986, otorgado en Cuenca por la FBCLM.[cita requerida]
En las elecciones municipales de 2007, fue cabeza de lista del Partido Popular para el Ayuntamiento de Albacete, en las que resultó derrotada por el alcalde Manuel Pérez Castell. Desde entonces encabezó la oposición del Partido Popular en el Ayuntamiento de Albacete, bajo los mandatos de los socialistas Pérez Castell y Carmen Oliver. En las elecciones municipales de 2011 volvió a competir por la alcaldía de Albacete, esta vez con la alcaldesa Carmen Oliver, obteniendo en esta ocasión la mayoría absoluta en votos y escaños. Tomó posesión como alcaldesa de Albacete el 11 de junio de ese mismo año. En las elecciones de 2015 le sucedió en el cargo Javier Cuenca, del Partido Popular.
| Predecesor: Carmen Oliver | Alcaldesa de Albacete 2011-2015 | Sucesor: Javier Cuenca |